# Акротири (Крит)

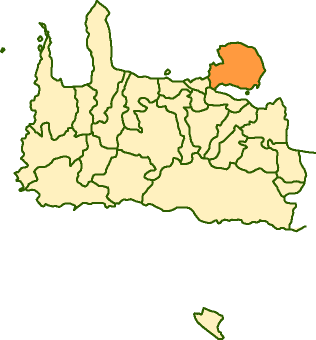
Акротири на карте периферийной единицы Ханья

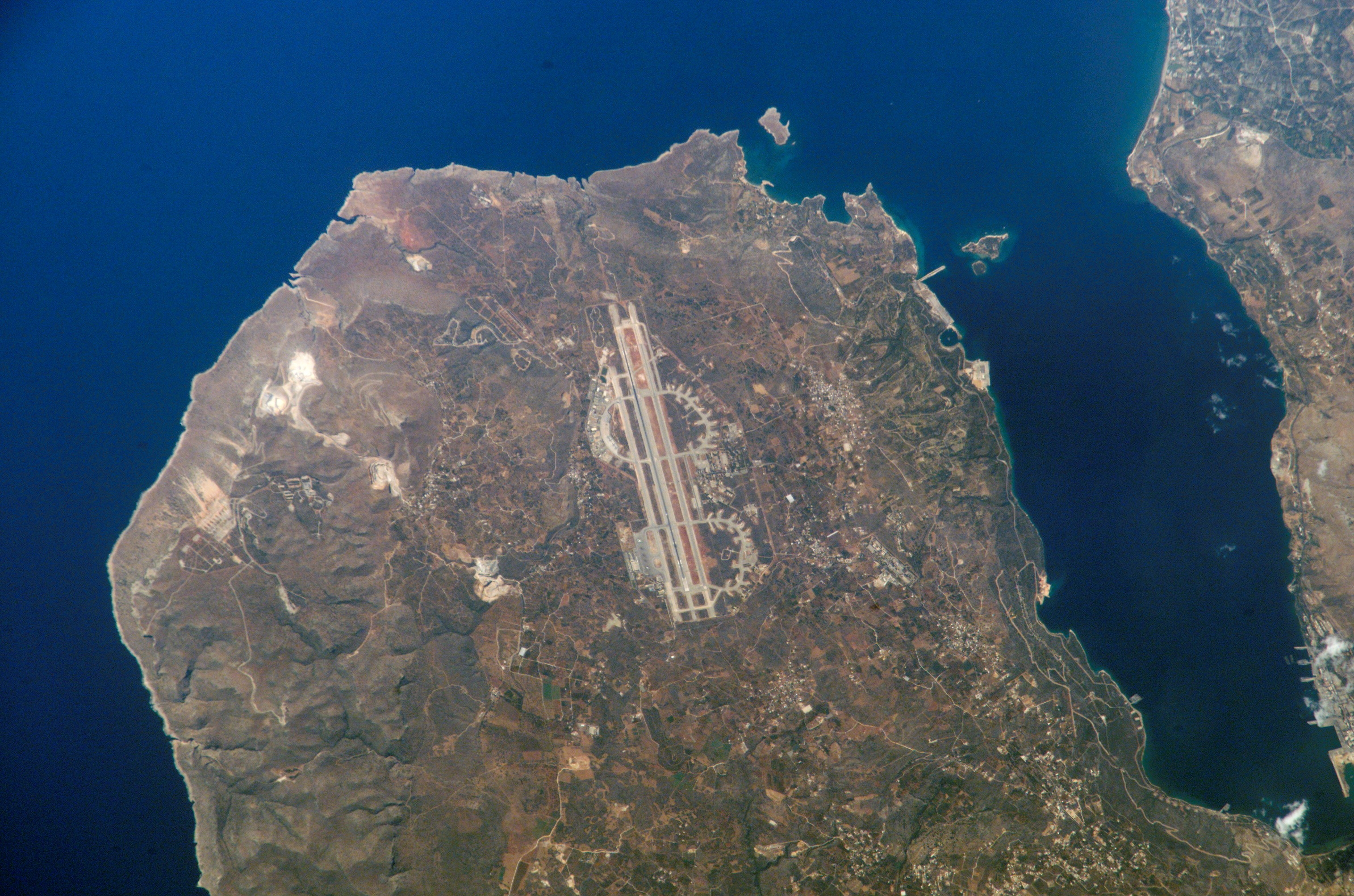
Вид со спутника на полуостров Акротири. В центре — аэропорт Ханья «Иоаннис Даскалояннис»

Акротири (греч. Ακρωτήρι, буквально «мыс») — полуостров и бывший муниципалитет (дим) в составе нома Ханья, на острове Крит, Греция. С 2011 года по программе Калликратиса входит в состав общины (дима) Ханья как общинная единица. Центром бывшего муниципалитета Акротири было селение Питарион. Другое селение, Ставрос, стало знаменитым благодаря фильму «Грек Зорба».

## География и ландшафт

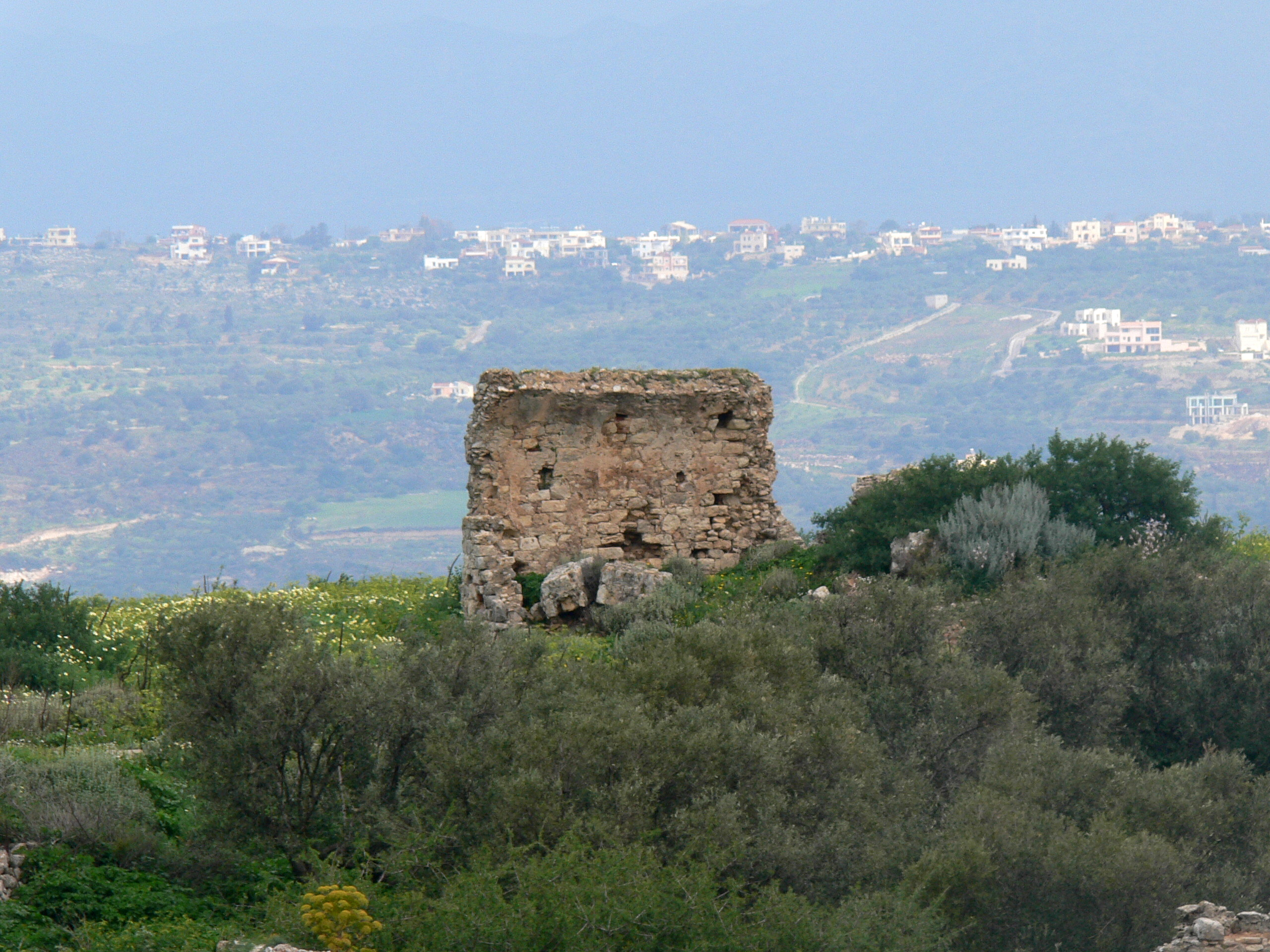
Руины древнего города Аптера

Акротири представляет собой скалистый мыс на северной оконечности в западной части острова Крит в Критском море. По форме напоминает окружность, и соединяется с островом широкой перемычкой между Ханьей и городком Суда. Южнее, между полуостровом и островом Крит, расположена бухта Суда.
Большая часть полуострова представляет собой приподнятое над морем плато. Вдоль северного побережья располагается гряда холмов.
На скалах имеется растительность, в том числе травянистое растение одуванчик замаскированный (Taraxacum minimum).

## История
Наиболее ранняя история восходит к основанию минойского города Кидония, который и в античные времена сохранял своё важное значение. Согласно Гомеру, местные жители (кидоны) отличали себя от остальных критян.
В античные времена мыс назывался Киамон, а византийцы называли его Харака.
На холмах на севере полуострова расположены три монастыря. Монастырь Айия-Триада (Святая Троица) основали в XVII веке два венецианских монаха, перешежших в православную веру — Иеремия и Лаврентий Джанкароло. Они починили старый монастырь, который соорудила семья Муртари. Здания видны с другого конца плато и с воздуха самолётам, прибывающим в аэропорт, вокруг них растут оливковые и апельсиновые деревья. Между холмами идёт автомобильная дорога, по которой можно добраться до монастыря Гувернетос, в 5 км к северу от Святой Троицы. Здесь крупное четырёхугольное здание с двором в центре по виду напоминает крепость, а в центре стоит церковь Богородицы.
На Акротири находятся могилы видных деятелей Первой греческой республики Э. Венизелоса и его сына Софоклиса на возвышенности над Ханией, в том месте, где они в 1897 г. подняли над своей штаб-квартирой греческий флаг в знак неповиновения Османской империи, что положило начало Критскому восстанию.

## Транспорт

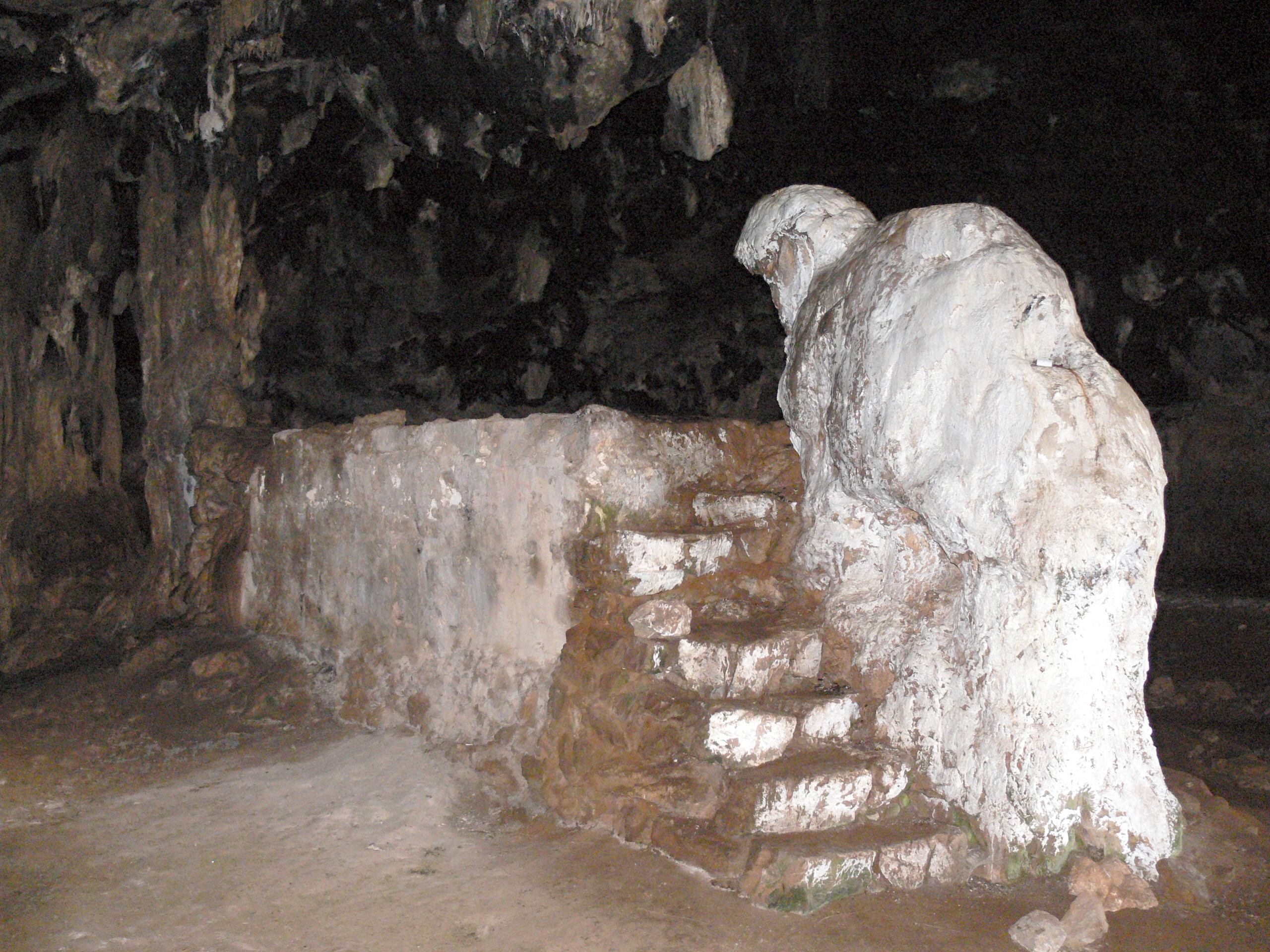
Пещера Аркудиотиса

Из монастыря Гувернето ведёт пешая тропа в пещеру Аркудиотиса (Αρκουδιώτισσα, «медведица»), где один из сталагмитов, по мнению местных, напоминает медведицу своей формой. Считается, что эту пещеру использовали как место для моления с древних времён (поскольку имеются свидетельства культа Артемиды и Аполлона), однако в христианские времена оно было посвящено Богородице. В местных пещерах жили христианские отшельники. Далее от пещеры, после спуска в 140 ступеней, находится монашеская церковь-кафоликон (третий из монастырей, ныне заброшенный), предположительно основанный Иоанном Отшельником в V—VI вв. на скалистом утёсе и частично являющийся частью утёса. Поверх заброшенных зданий в настоящее время растут инжировые деревья.
На центральном плато полуострова расположен международный аэропорт Ханья «Иоаннис Даскалояннис» (ИАТА: CHQ, ИКАО: LGSA), куда из г. Ханья можно добраться на автомобиле, такси или общественном транспорте. На Акротири расположены различные курортные посёлки, в том числе Ставрос, Калатас и Марати.